# Taphaeus rufocephalus
Taphaeus rufocephalus är en stekelart som först beskrevs av Telenga 1950.  Taphaeus rufocephalus ingår i släktet Taphaeus och familjen bracksteklar. Inga underarter finns listade i Catalogue of Life.